# أريا (منطقة تاريخية)
آريا (باليونانية: Ἀρ(ε)ία)‏ (باللاتينية: Aria)، هي منطقة في الإمبراطورية الأخمينية مركزها في مدينة هرات في غرب أفغانستان الحالية. في المصادر الكلاسيكية، تم الخلط بين آريا عدة مرات مع المنطقة الكبرى لأريانا القديمة، والتي شكلت آريا جزءًا منها.

## تاريخ
ذكرت منطقة آريا الأخمينية الفارسية في قوائم المقاطعات المضمنة في العديد من النقوش الملكية، مثل نقش بيستون لداريوس الأول (حوالي 520 قبل الميلاد). تم تصوير ممثلي المنطقة في النقوش على سبيل المثال في المقابر الملكية الأخمينية في نقش رستم وبرسيبوليس. تظهرهم هذه النقوش وهم يرتدون ملابس على الطراز السكيثي (مع سترة وسروال مدسوس في أحذية عالية) وعمامة ملتوية حول الرأس.
كانت إريا ذات أهمية كبيرة في زمن الإسكندر الأكبر. حكمها المرزبان المعروف باسم ساتيبارزانيس [الإنجليزية]، الذي كان أحد المسؤولين الفرس الثلاثة الرئيسيين في شرق الإمبراطورية، جنبًا إلى جنب مع المرزبان بيسوس من باكتريا و بارسينتس [الإنجليزية] من أراخوسيا. في أواخر عام 330 قبل الميلاد، استولى الإسكندر الأكبر على العاصمة الآرية أرتاكوانا. كانت آريا في البداية جزءًا من الإمبراطورية السلوقية ولكن تم الاستيلاء عليها من قبل آخرين في مناسبات مختلفة، وأصبحت في النهاية جزءًا من الإمبراطورية البارثية في عام 167 قبل الميلاد. في وقت ما بين أواخر القرن الثاني وأوائل القرن الثالث، تم غزو آريا من قبل إمبراطورية كوشان. ومع ذلك، في حوالي عام 230 بعد الميلاد، خسرت إمبراطورية كوشان المقاطعة وأصبحت تحت سيطرة الإمبراطورية الساسانية وأصبحت تعرف باسم هاريف.